# Phi Phi Leh

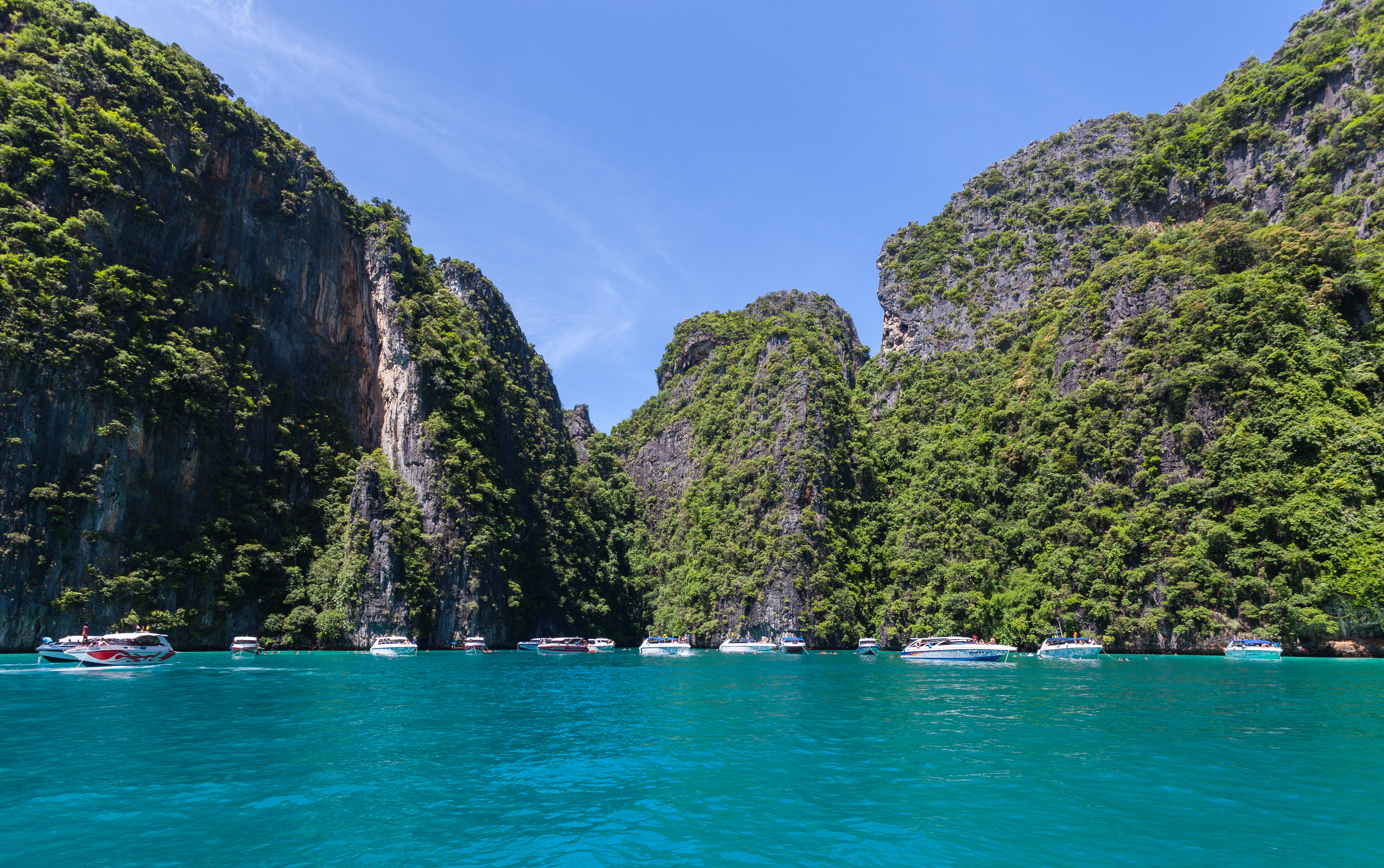
Koh Phi Phi Leh

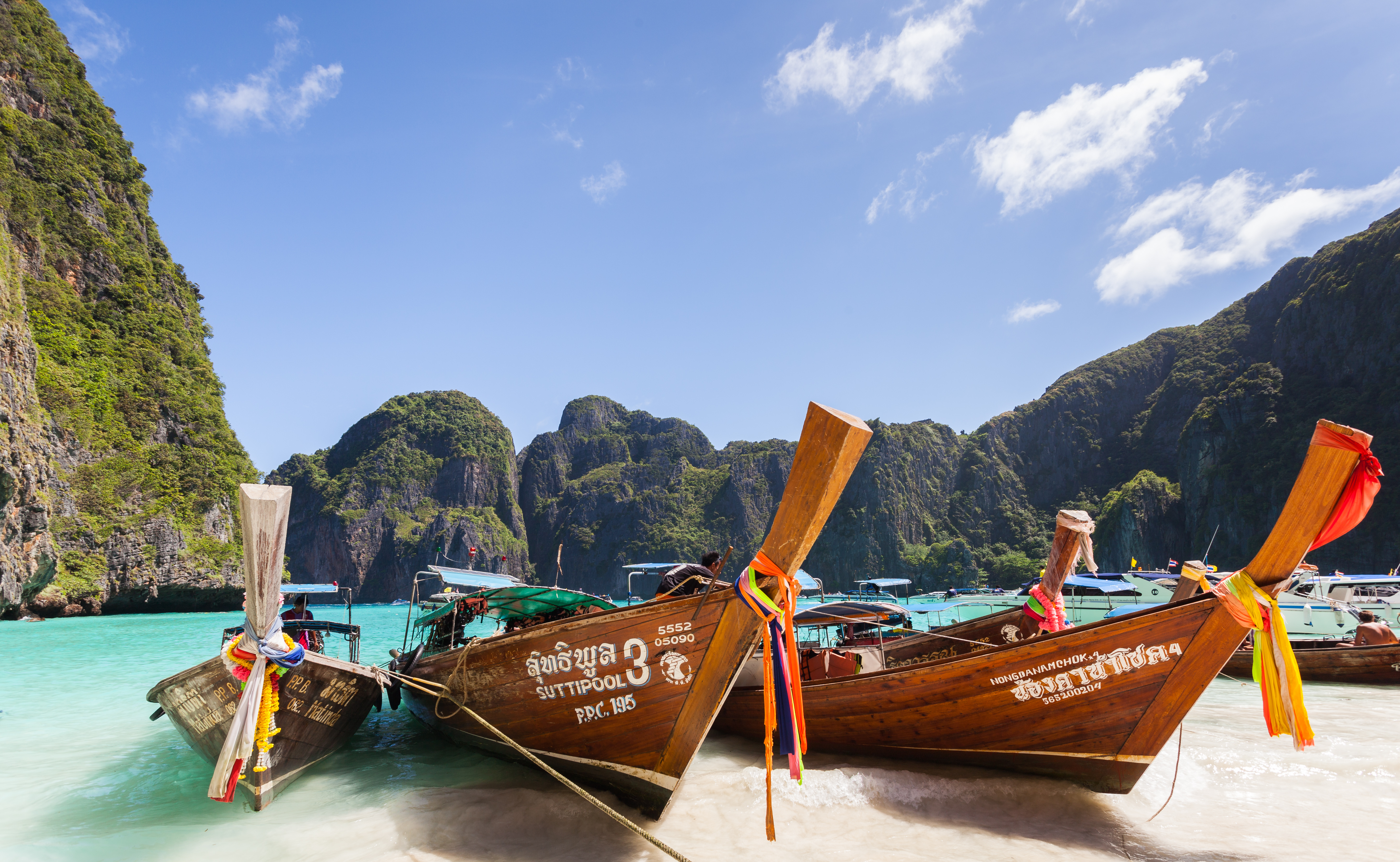
Đảo Phi Phi Leh

 Koh Phi Phi Leh là một đảo du lịch thuộc miền Nam Thái Lan nằm ngoài khơi Phuket, trong cụm quần đảo Phi Phi. Đây được xem là một bãi biển khá nổi tiếng với các hoạt động du lịch và là bãi biển được mệnh danh là một trong những bãi biển sạch nhất thế giới. Đảo Phi Phi thật ra gồm 6 hòn đảo: đáng kể nhất và nổi tiếng là đảo Phi Phi Don, Phi Phi Leh, và vịnh Maya. Nằm cách đảo Phuket 54km về hướng Đông Nam. Từ trên không nhìn xuống theo hướng Nam, hai hòn đảo Phi Phi Don và Phi Phi Leh giống như 2 chữ P nên người phương Tây gọi là PP, và người địa phương đọc trại ra thành Phi Phi.

## Lịch sử
Vào thế kỷ 16, khai thác thiếc là một nguồn thu nhập chính của Phiphi. Phần lớn các hoạt động kinh tế thời này do người Trung Hoa nắm giữ. Ngày nay ảnh hưởng của văn hóa và ẩm thực do người Hoa mang lại vẫn còn được thấy rõ ràng ở Phiphi. Do giá thiếc giảm nên ngày nay kinh tế của đảo này chủ yếu là trồng cây cao su, du lịch. Từ những năm 1980, Phiphi đã trở thành một trong những tuyến điểm du lịch chính hấp dẫn của Thái Lan. Năm 2004, tỉnh này bị thảm họa sóng thần Ấn Độ Dương tàn phá, làm hư hỏng nhiều cơ sở du lịch nhưng đã được khôi phục.

### Các vịnh trong Phi Phi Leh
1. Vịnh Maya
2. Loh Samah

### Các bãi tắm ở Phi Phi Leh
1. Tam Viking
2. Pileh

## Mô tả
Phi Phi Don và Phi Phi Leh  có hình dáng tương tự nhau nếu nhìn từ không không trung. Tuy nhiên, chúng vẫn khác nhau một số điểm. Mặc dù nhỏ nhưng 2 đảo lại đa dạng thắng cảnh với rất nhiều vịnh, bãi cát, bãi san hô, dãy đá ngầm, vách đá...
Phi Phi Don được tạo nên bởi 2 dãy cát mịn và Phi Phi Leh lại hình thành từ vách đá và bờ vực. Cả hai hòn đảo đều quyến rũ du khách về vẻ đẹp đặc sắc của nó.Ngoài ra còn có một số yếu tố khác như con người thân thiện, ý thức tốt ,...

## Chim yến ở Phi Phi Leh
Phi Phi Leh còn nổi tiếng nhờ một vị trí thuận lợi dành cho chim yến làm tổ trên trần các hang lớn có nhiều đá. Các tay chuyên nghiệp thường trèo lên những cái thang không an toàn để tìm cách thu nhặt tổ yến, rồi đem bán xem như loại cao lương mỹ vị cho người Hoa sành ăn uống. Tại đảo có các dịch vụ dành cho du khách có thể đi tham quan đảo yến làm tổ và cách thu hoạch chim yến như thế nào.

## Ảnh

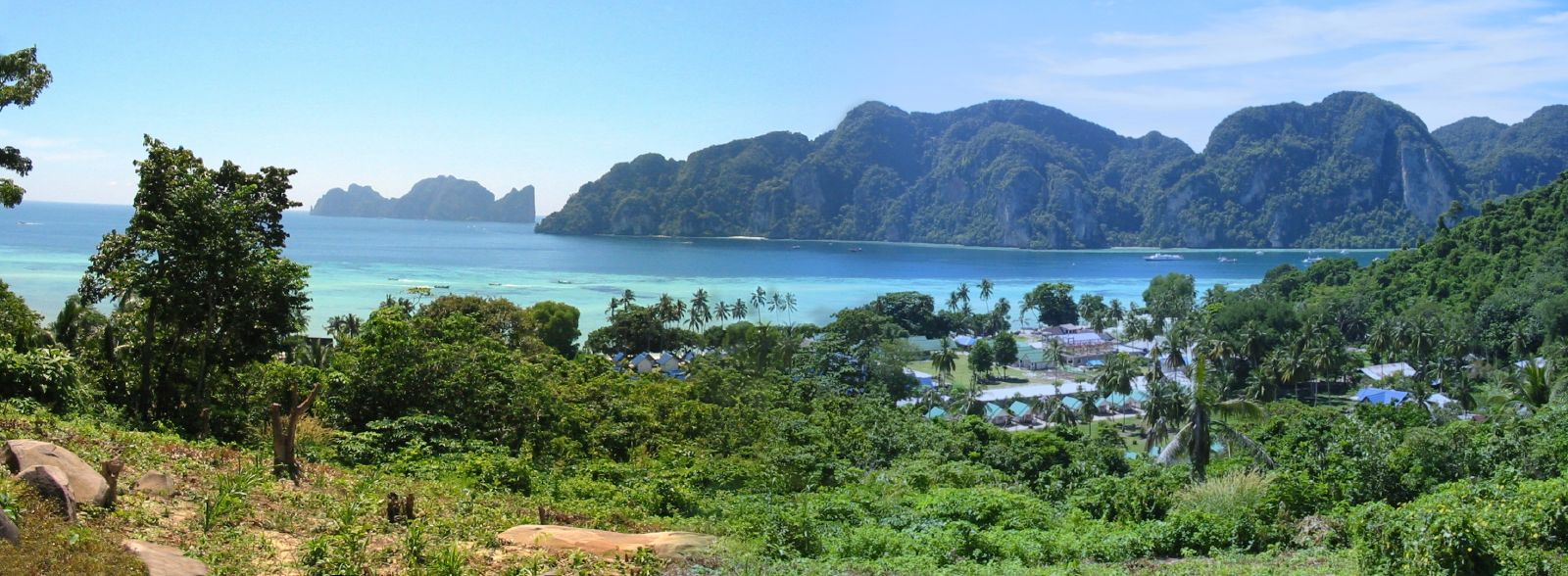
Bãi biển Phi Phi
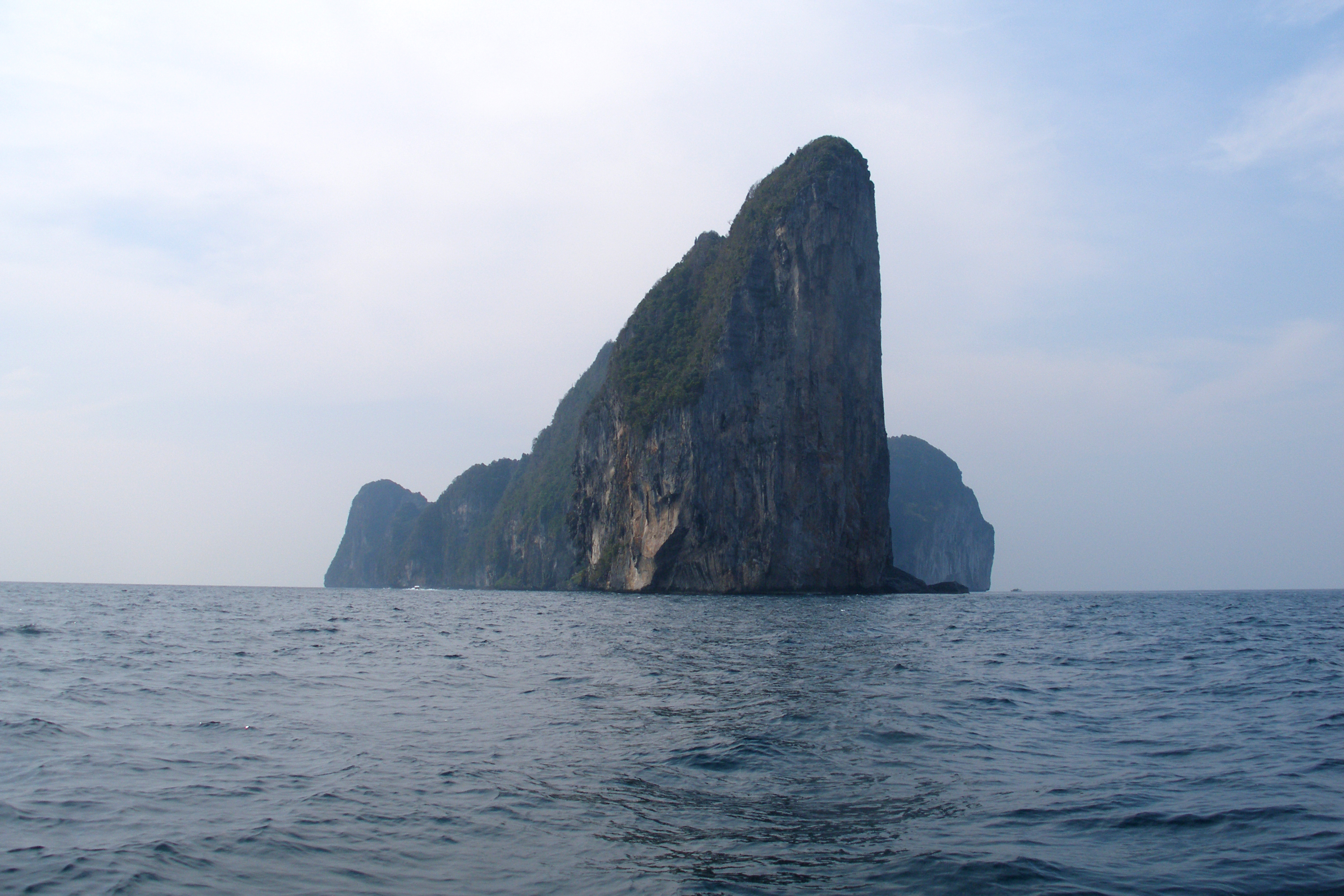
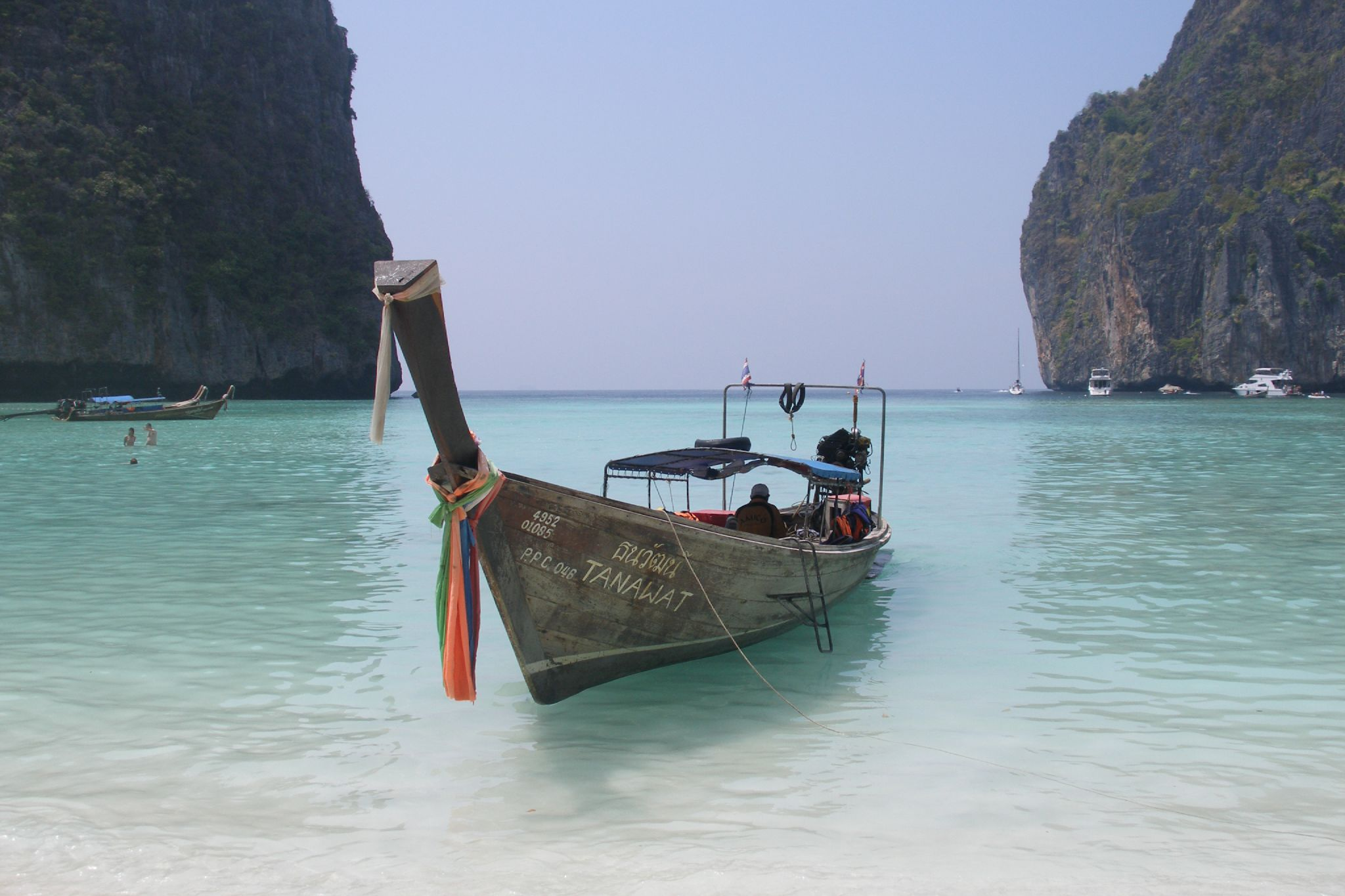
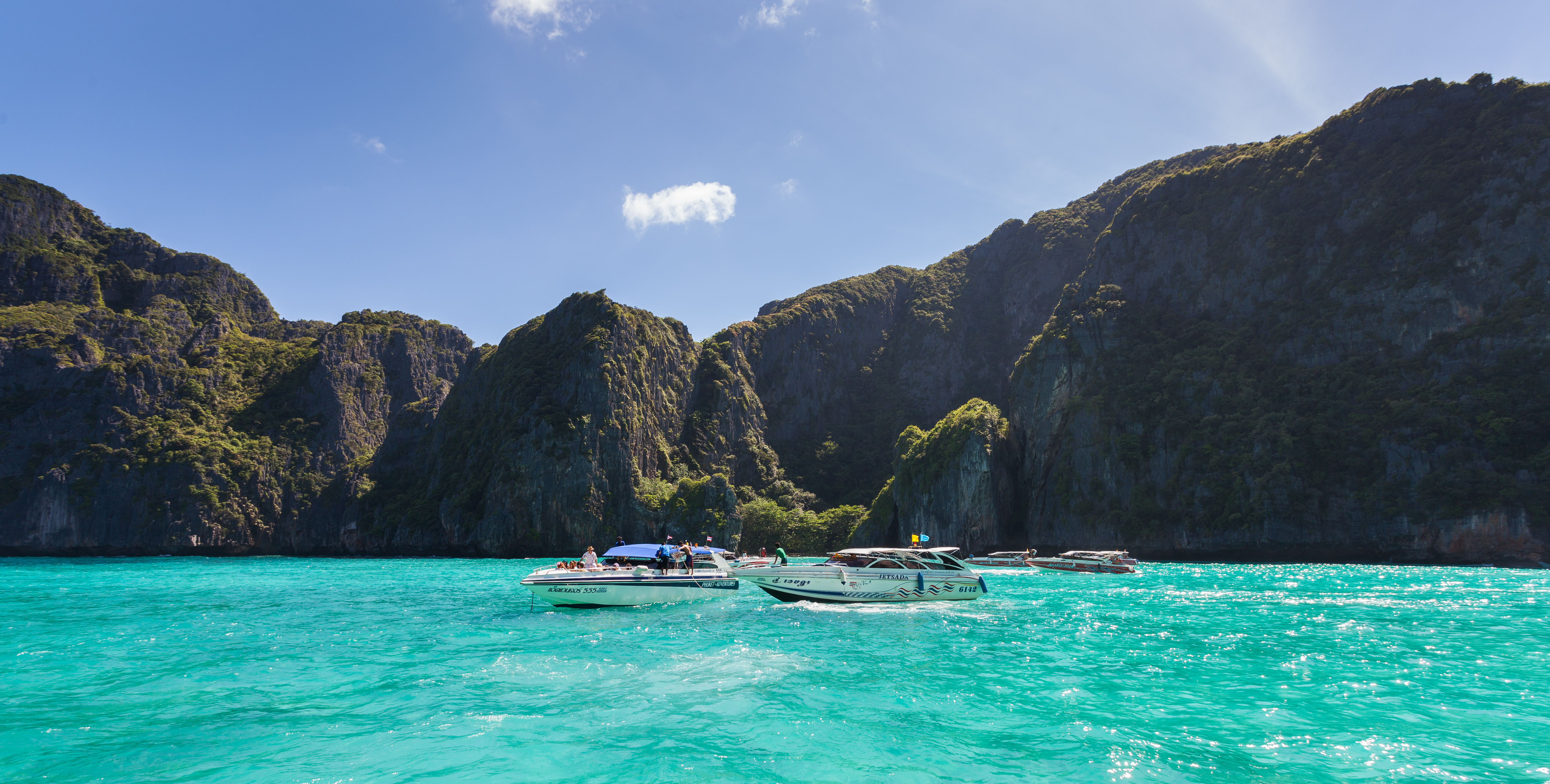
Bãi biển Maya
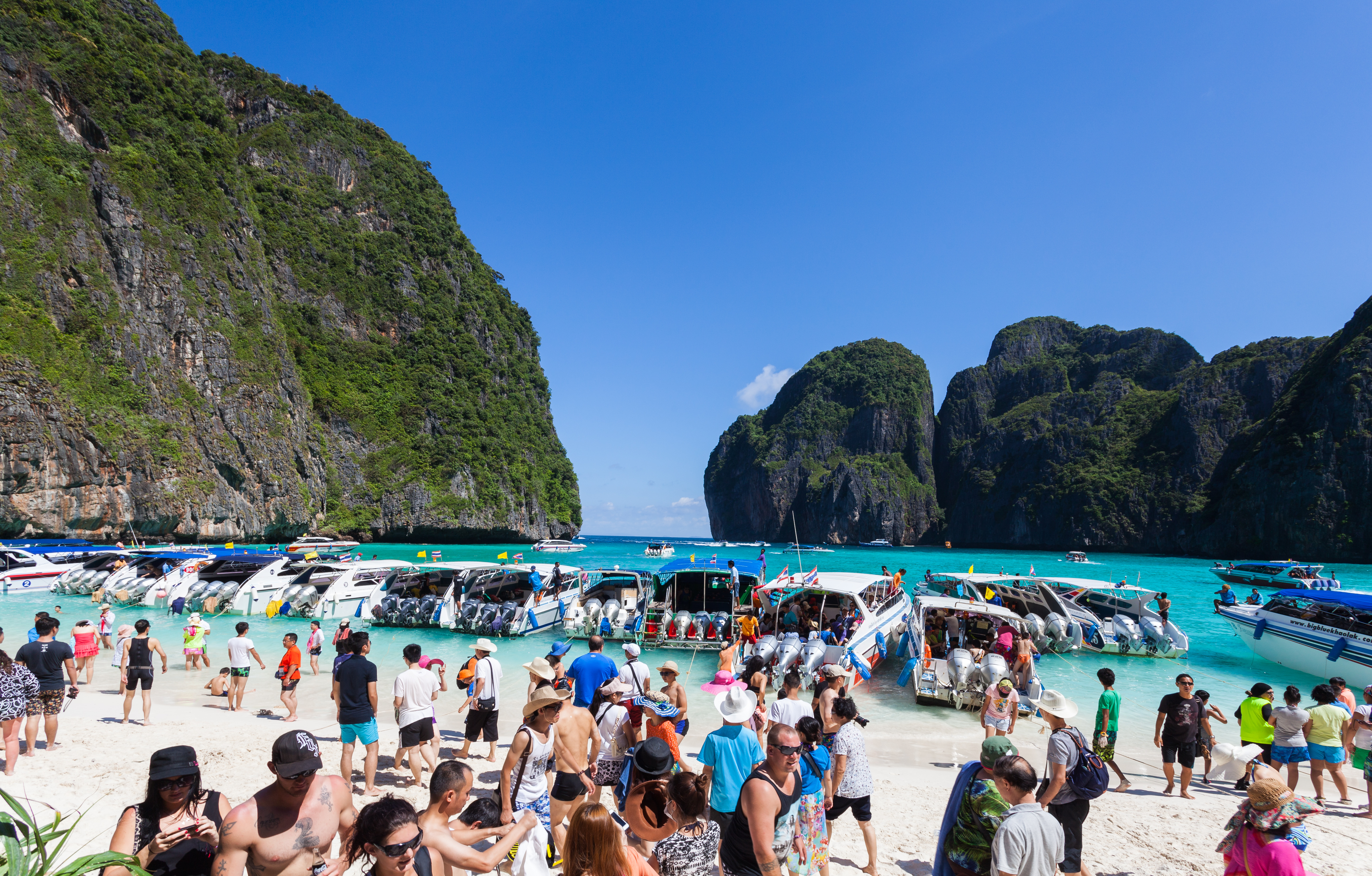
Thuyền đậu trên bãi Maya
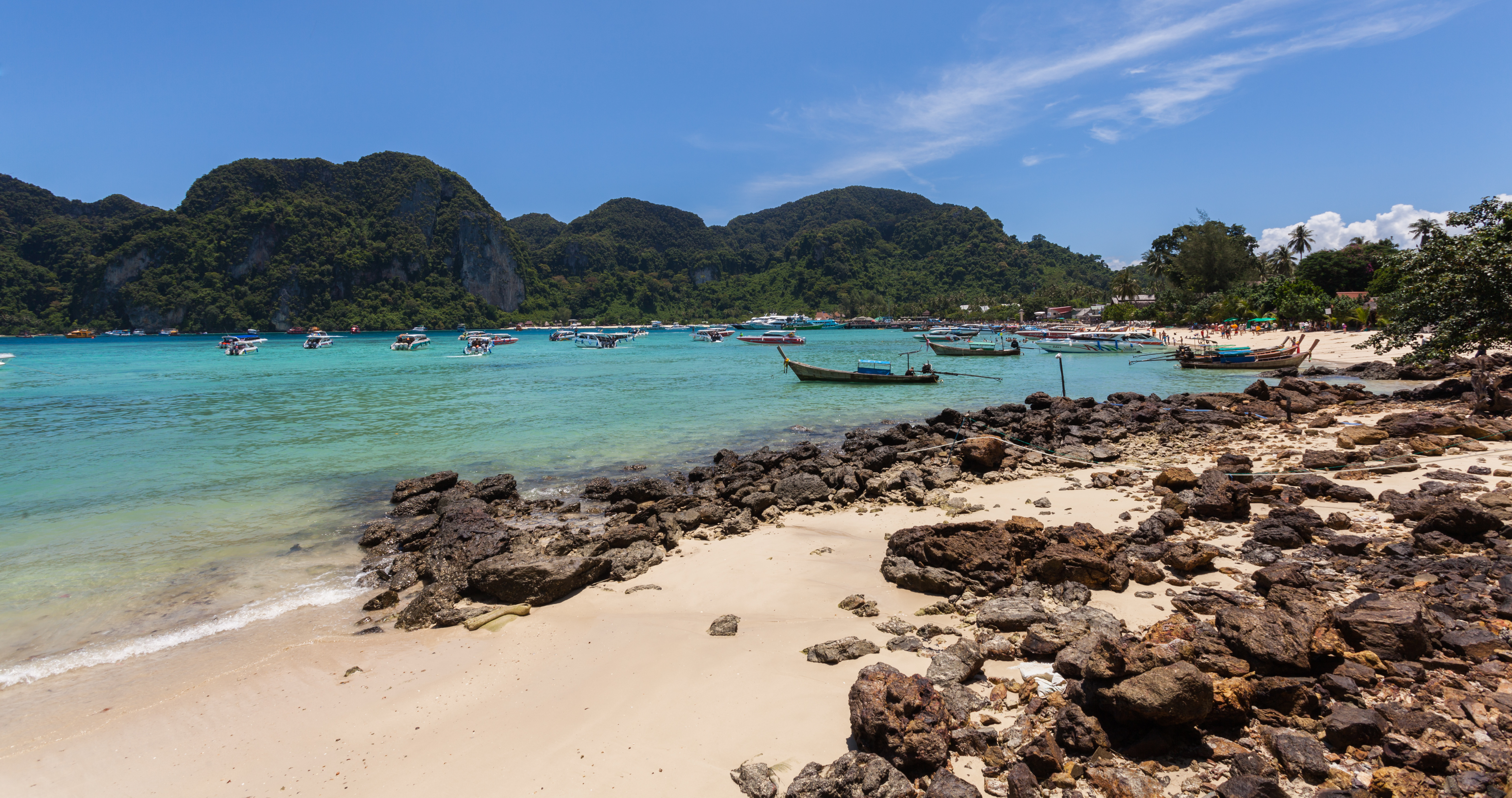
Đảo Phi Phi Don
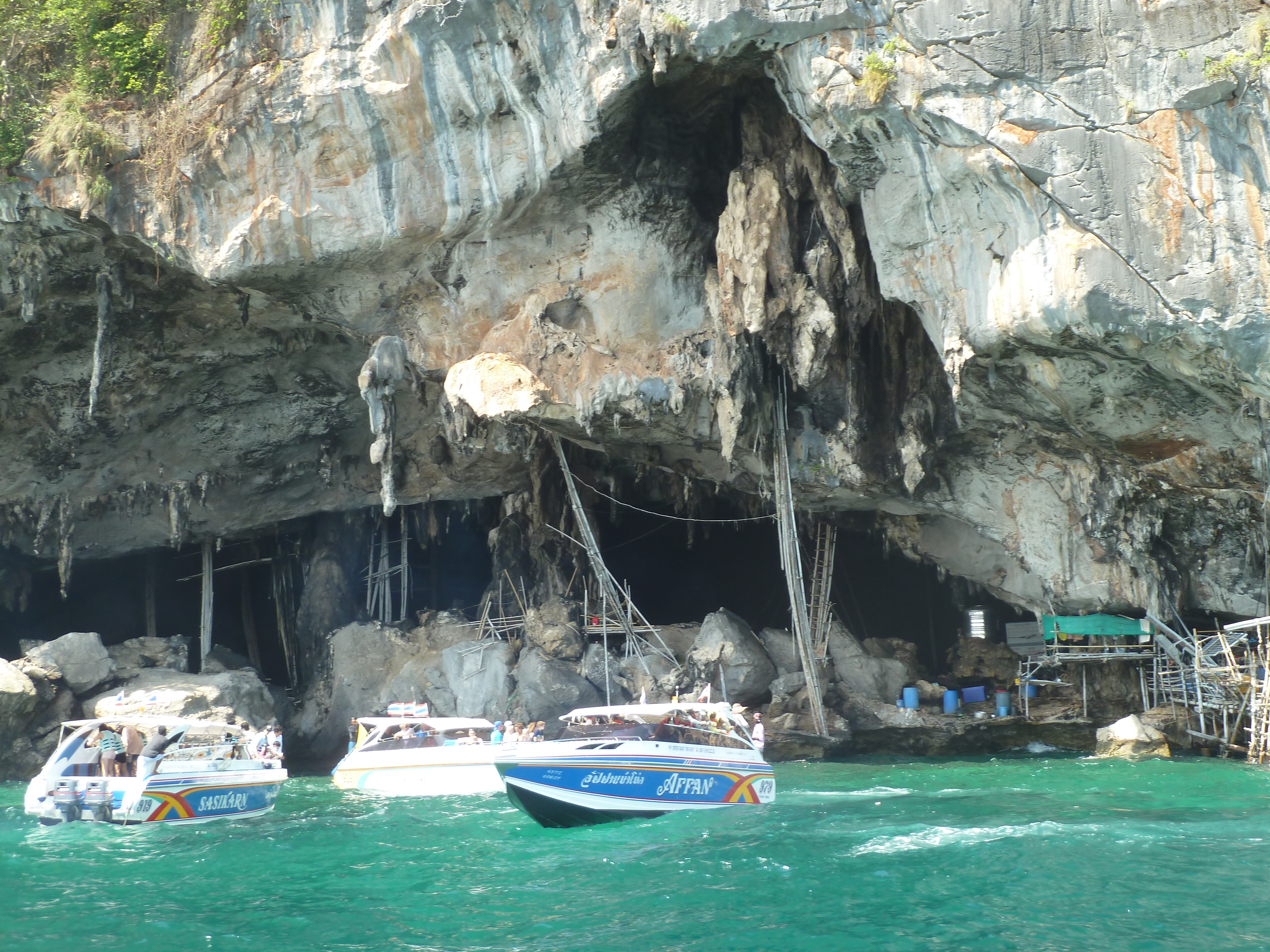
Hang Viking